# Lista de deputados estaduais da Bahia da 20.ª legislatura
Esta é a Lista de deputados estaduais da Bahia da 20.ª legislatura, período que corresponde de 1.º de fevereiro de 2023 até 1.º de fevereiro de 2027.
| 19.ª legislatura | Lista de deputados estaduais da Bahia da 20.ª legislatura |  |

## Mesa Diretora
A composição da mesa diretora da Assembleia Legislativa da Bahia durante os dois biênios da 20.ª Legislatura teve a seguinte formação:
| 1.º Biênio (2023-2024) | 1.º Biênio (2023-2024)       | 2.º Biênio (2025-2026) | 2.º Biênio (2025-2026)       |
| Presidência            | Presidência                  | Presidência            | Presidência                  |
| ---------------------- | ---------------------------- | ---------------------- | ---------------------------- |
| Presidente             | Adolfo Menezes (PSD)         | Presidente             | Ivana Bastos (PSD)           |
| 1.º Vice-presidente    | Zé Raimundo (PT)             | 1.ª Vice-presidente    | Fátima Nunes (PT)            |
| 2.º Vice-presidente    | Marquinho Viana (PV)         | 2.º Vice-presidente    | Marquinho Viana (PV)         |
| 3.º Vice-presidente    | Antonio Henrique Júnior (PP) | 3.º Vice-presidente    | Hassan (PP)                  |
| 4.º Vice-presidente    | Laerte do Vando (PODE)       | 4.º Vice-presidente    | Laerte do Vando (PODE)       |
| Secretarias            |                              |                        |                              |
| 1.º Secretário         | Marcelinho Veiga (UNIÃO)     | 1.º Secretário         | Samuel Júnior (Republicanos) |
| 2.º Secretário         | Samuel Júnior (Republicanos) | 2.ª Secretária         | Kátia Oliveira (UNIÃO)       |
| 3.º Secretário         | Vitor Azevedo (PL)           | 3.º Secretário         | Vitor Azevedo (PL)           |
| 4.º Secretário         | Zó (PCdoB)                   | 4.º Secretário         | Fabrício Falcão (PCdoB)      |
| Demais Cargos          |                              |                        |                              |
| Corregedor Parlamentar | Sandro Régis (UNIÃO)         | Corregedor Parlamentar | Sandro Régis (UNIÃO)         |
| Procurador Parlamentar | Euclides Fernandes (PT)      | Procurador Parlamentar | Euclides Fernandes (PT)      |
| Ouvidor Parlamentar    | Hassan (PP)                  | Ouvidor Parlamentar    | Antonio Henrique Júnior (PP) |
| Procuradora da Mulher  | Fabíola Mansur (PSB)         | Procuradora da Mulher  | Fabíola Mansur (PSB)         |

### Afastamento de Adolfo Menezes
Reeleito em 3 de fevereiro de 2025 para um terceiro biênio a frente da presidência da ALBA com 61 dos 63 votos, Adolfo Menezes (PSD) foi afastado do cargo por uma liminar assinada pelo ministro do Supremo Tribunal Federal Gilmar Mendes, após um processo protocolado junto a corte pelo também deputado Hilton Coelho (PSOL), que foi o único concorrente de Adolfo na eleição interna, e que recebeu apenas 2 votos. Coelho alega que houve inconstitucionalidade na eleição do parlamentar, pois o mesmo já havia alcançado uma reeleição consecutiva.
Anteriormente a decisão de protocolar um processo junto ao STF, Hilton Coelho recebeu uma negativa a um mandado de segurança protocolado no Tribunal de Justiça do Estado da Bahia, a corte entendeu que não houve falhas ou irregularidades na eleição da mesa diretora, não reconhecendo a segunda reeleição de Adolfo como um ato inconstitucional.
A decisão do eminente ministro de caráter preliminar, levou a deputada Ivana Bastos (PSD), então 1.ª Vice-presidente da Assembleia à presidência da casa até que o mesmo julgue o caso definitivamente, permanecendo Adolfo fora do cargo por tempo indeterminado. 
O processo de afastamento de Adolfo tornou Ivana Bastos a primeira mulher a presidir o Palácio Deputado Luis Eduardo Magalhães, sede do poder legislativo da Bahia, em 190 anos de existência.

## Composição
| Lideranças (2025)                     | Lideranças (2025)                     | Lideranças (2025)                     | Lideranças (2025)                                                                                | Lideranças (2025)                     |
| Representações - Blocos Parlamentares | Representações - Blocos Parlamentares | Representações - Blocos Parlamentares | Representações - Blocos Parlamentares                                                            | Representações - Blocos Parlamentares |
| ------------------------------------- | ------------------------------------- | ------------------------------------- | ------------------------------------------------------------------------------------------------ | ------------------------------------- |
| Líder da Maioria                      | Líder da Maioria                      | Líder da Maioria                      | Rosemberg Pinto (PT)                                                                             | Rosemberg Pinto (PT)                  |
| Líder da Minoria                      | Líder da Minoria                      | Líder da Minoria                      | Tiago Correia (PSDB)                                                                             | Tiago Correia (PSDB)                  |
| Bloco Avante, MDB, PSB, PODE          | Bloco Avante, MDB, PSB, PODE          | Bloco Avante, MDB, PSB, PODE          | Rogério Andrade (MDB)                                                                            | Rogério Andrade (MDB)                 |
| Bloco PL, Solidariedade               | Bloco PL, Solidariedade               | Bloco PL, Solidariedade               | Luciano Araújo (Solidariedade)                                                                   | Luciano Araújo (Solidariedade)        |
| Bloco PDT, PSDB, Republicanos         | Bloco PDT, PSDB, Republicanos         | Bloco PDT, PSDB, Republicanos         | Emerson Penalva (PDT)                                                                            | Emerson Penalva (PDT)                 |
| Representações - Partidos Políticos   |                                       |                                       |                                                                                                  |                                       |
| Partido                               | Federação                             | Assentos                              | Líder                                                                                            | Posição                               |
| UNIÃO                                 |                                       | 10                                    | Junior Nascimento                                                                                | Oposição                              |
| PSD                                   | 9                                     | Angelo Coronel Filho                  | Governo                                                                                          |                                       |
| PP                                    | 6                                     | Niltinho                              | Oposição                                                                                         |                                       |
| PT                                    | FE Brasil                             | 9                                     | Marcelino Galo                                                                                   | Governo                               |
| PCdoB                                 | FE Brasil                             | 4                                     | Vítor Bonfim (PV) em nome da FE Brasil, entretanto Marcelino Galo responde pelo PT oficialmente. | Governo                               |
| PV                                    | FE Brasil                             | 4                                     | Vítor Bonfim (PV) em nome da FE Brasil, entretanto Marcelino Galo responde pelo PT oficialmente. | Governo                               |
| PL                                    |                                       | 4                                     | Líder do Bloco                                                                                   | Oposição                              |
| PSDB                                  | Fed.PSDB Cidadania                    | 3                                     | Líder do Bloco                                                                                   | Oposição                              |
| Republicanos                          |                                       | 3                                     | Líder do Bloco                                                                                   | Oposição                              |
| MDB                                   | 2                                     | Líder do Bloco                        | Governo                                                                                          |                                       |
| Avante                                | 2                                     | Líder do Bloco                        | Governo                                                                                          |                                       |
| Solidariedade                         | 2                                     | Líder do Bloco                        | Governo                                                                                          |                                       |
| PODE                                  | 1                                     | Líder do Bloco                        | Governo                                                                                          |                                       |
| PRD                                   | 1                                     | Binho Galinha                         | Oposição                                                                                         |                                       |
| PDT                                   | 1                                     | Líder do Bloco                        | Oposição                                                                                         |                                       |
| PSB                                   | 1                                     | Líder do Bloco                        | Governo                                                                                          |                                       |
| PSOL                                  | Fed.PSOL Rede                         | 1                                     | Hilton Coelho                                                                                    | Independente                          |

## Deputados Estaduais
| Nome                 | Imagem | Partido (Federação)     | Votos   | %     | Notas |
| -------------------- | ------ | ----------------------- | ------- | ----- | --- |
| Ivana Bastos         |        | PSD                     | 118.417 | 1,49% | |
| Alex da Piatã        |        | PSD                     | 114.778 | 1,45% | |
| Adolfo Menezes       |        | PSD                     | 107.747 | 1,36% | |
| Marcinho Oliveira    |        | UNIÃO                   | 104.969 | 1,32% | |
| Samuel Junior        |        | Republicanos            | 98.914  | 1,25% | |
| Olívia Santana       |        | PCdoB FE Brasil         | 92.559  | 1,17% | |
| Rosemberg Pinto      |        | PT FE Brasil            | 90.769  | 1,14% | |
| Rogério Andrade      |        | MDB                     | 89.269  | 1,12% | |
| Niltinho             |        | PP                      | 88.313  | 1,11% | |
| Zé Raimundo          |        | PT FE Brasil            | 87.695  | 1,10% | |
| Nelson Leal          |        | PP                      | 81.863  | 1,03% | |
| Eures Ribeiro        |        | PSD                     | 81.508  | 1,03% | Renunciou ao mandato em 27 de dezembro de 2024 para assumir o cargo de prefeito de Bom Jesus da Lapa, no qual foi eleito no pleito do referido ano, sendo substituído pela suplente do PSD, Jusmari Oliveira.                                                                         |
| Jurailton Santos     |        | Republicanos            | 80.601  | 1,02% | |
| Pedro Tavares        |        | UNIÃO                   | 80.490  | 1,01% | |
| Katia Oliveira       |        | UNIÃO                   | 80.417  | 1,01% | |
| Marcelinho Veiga     |        | UNIÃO                   | 78.456  | 0,99% | |
| José de Arimateia    |        | Republicanos            | 77.995  | 0,98% | |
| Osni                 |        | PT FE Brasil            | 77.624  | 0,98% | |
| Alan Sanches         |        | UNIÃO                   | 77.316  | 0,97% | |
| Ângelo Coronel Filho |        | PSD                     | 76.455  | 0,96% | |
| Sandro Régis         |        | UNIÃO                   | 76.361  | 0,96% | |
| Tiago Correia        |        | PSDB Fed.PSDB Cidadania | 71.986  | 0,91% | |
| Eduardo Salles       |        | PP                      | 68.673  | 0,86% | |
| Luciano Simões       |        | UNIÃO                   | 68.377  | 0,86% | |
| Vitor Bonfim         |        | PV FE Brasil            | 68.043  | 0,86% | |
| Vitor Azevedo        |        | PL                      | 67.847  | 0,85% | |
| Cafu Barreto         |        | PSD                     | 67.324  | 0,85% | |
| Eduardo Alencar      |        | PSD                     | 67.265  | 0,85% | |
| Junior Muniz         |        | PT FE Brasil            | 67.175  | 0,85% | |
| Marquinho Viana      |        | PV FE Brasil            | 66.940  | 0,84% | |
| Manuel Rocha         |        | UNIÃO                   | 66.445  | 0,84% | |
| Robinho              |        | UNIÃO                   | 65.681  | 0,83% | |
| Junior Nascimento    |        | UNIÃO                   | 65.423  | 0,82% | |
| Jordavio Ramos       |        | PSDB Fed.PSDB Cidadania | 64.569  | 0,81% | |
| Bobô                 |        | PCdoB FE Brasil         | 61.469  | 0,77% | |
| Soane Galvão         |        | Avante                  | 61.39   | 0,77% | Eleita pelo PSB, tendo mudado de partido em dezembro de 2024, passando a integrar o Avante. |
| Ludmilla Fiscina     |        | PV FE Brasil            | 60.921  | 0,77% | |
| Hassan de Zé Cocá    |        | PP                      | 60.718  | 0,76% | |
| Matheus Ferreira     |        | MDB                     | 60.214  | 0,76% | |
| Angelo Almeida       |        | PSB                     | 59.841  | 0,75% | |
| Robinson Almeida     |        | PT FE Brasil            | 59.435  | 0,75% | |
| Fabrício Falcão      |        | PCdoB FE Brasil         | 57.903  | 0,73% | |
| Roberto Carlos       |        | PV FE Brasil            | 57.798  | 0,73% | |
| Fátima Nunes         |        | PT FE Brasil            | 56.642  | 0,71% | |
| Pablo Roberto        |        | PSDB Fed.PSDB Cidadania | 55.585  | 0,70% | Renunciou ao mandato em 26 de dezembro de 2024 para assumir o cargo de vice-prefeito de Feira de Santana, no qual foi eleito no pleito do referido ano, na chapa de José Ronaldo de Carvalho (UNIÃO), sendo substituído pelo 1.º suplente da Fed.PSDB Cidadania, Paulo Câmara (PSDB). |
| Euclides Fernandes   |        | PT FE Brasil            | 55.278  | 0,70% | |
| Ricardo Rodrigues    |        | PSD                     | 55.031  | 0,69% | |
| Emerson Penalva      |        | PDT                     | 51.993  | 0,65% | |
| Felipe Duarte        |        | PP                      | 51.187  | 0,64% | |
| Zó                   |        | PCdoB FE Brasil         | 50.893  | 0,64% | |
| Maria del Carmen     |        | PT FE Brasil            | 50.365  | 0,63% | |
| Claudia Oliveira     |        | PSD                     | 49.944  | 0,63% | |
| Antônio Henrique Jr. |        | PP                      | 49.882  | 0,63% | |
| Binho Galinha        |        | PRD                     | 49.834  | 0,63% | Eleito pelo PATRI |
| Paulo Rangel         |        | PT FE Brasil            | 49.639  | 0,63% | Renunciou ao mandato em 7 de março de 2024 para assumir uma vaga de conselheiro no Tribunal de Contas dos Municípios do Estado da Bahia, sendo substituído pela suplente da FE Brasil, Neusa Cadore (PT).                                                                             |
| Hilton Coelho        |        | PSOL Fed.PSOL Rede      | 45.491  | 0,57% | |
| Laerte do Vando      |        | PODE                    | 44.669  | 0,56% | Eleito pelo PSC |
| Leandro de Jesus     |        | PL                      | 39.206  | 0,49% | |
| Patrick Lopes        |        | Avante                  | 35.607  | 0,45% | |
| Raimundinho da JR    |        | PL                      | 35.188  | 0,44% | |
| Dr. Diego Castro     |        | PL                      | 33.827  | 0,43% | |
| Luciano Araújo       |        | Solidariedade           | 28.412  | 0,36% | |
| Pancadinha           |        | Solidariedade           | 27.338  | 0,34% | |

## Suplentes que assumiram
| Nome             | Imagem | Partido (Federação)     | Votos  | Titular                | Motivo |
| ---------------- | ------ | ----------------------- | ------ | ---------------------- | --- |
| Fabiola Mansur   |        | PSB                     | 58.064 | Angelo Almeida (PSB)   | Assumiu a secretaria estadual de Desenvolvimento Econômico da Bahia, nomeada por Jerônimo Rodrigues em 10 de fevereiro de 2023. |
| Radiovaldo Costa |        | PT FE Brasil            | 47.851 | Neusa Cadore (PT)      | Assumiu a secretaria estadual de Políticas Para as Mulheres da Bahia, nomeada por Jerônimo Rodrigues em 26 de julho de 2024. |
| Marcelino Galo   |        | PT FE Brasil            | 45.063 | Osni Cardoso (PT)      | Assumiu a secretaria estadual de Desenvolvimento Rural da Bahia, nomeado por Jerônimo Rodrigues em 3 de janeiro de 2023. |
| Lucinha do MST   |        | PT FE Brasil            | 44.544 | Maria del Carmen (PT)  | Licenciou-se provisoriamente entre 25 de julho de 2024 até 15 de outubro de 2024 por motivos de saúde. |
| Paulo Câmara     |        | PSDB Fed.PSDB Cidadania | 53.680 | Pablo Roberto (PSDB)   | Assumiu efetivamente o cargo após a renúncia de Pablo Roberto para assumir o cargo de vice-prefeito de Feira de Santana, o qual fora eleito em 2024, tomou posse no cargo em 27 de dezembro de 2024.                                                    |
| Jusmari Oliveira |        | PSD                     | 44.640 | Eures Ribeiro (PSD)    | Assumiu efetivamente o cargo após a renúncia de Eures Ribeiro para assumir o cargo de prefeito de Bom Jesus da Lapa, o qual fora eleito em 2024, tomou posse no cargo em 15 de janeiro de 2025, renunciando em seguida para voltar ao comando da SEDUR. |
| Marcone Amaral   |        | PSD                     | 32.917 | Jusmari Oliveira (PSD) | Assumiu a secretaria estadual de Desenvolvimento Urbano da Bahia, nomeado por Jerônimo Rodrigues. |

## Renuncias
| Nome          | Partido (Federação)     | Votos  | Efetivado              | Motivo |
| ------------- | ----------------------- | ------ | ---------------------- | --- |
| Paulo Rangel  | PT FE Brasil            | 49.639 | Neusa Cadore (PT)      | Renunciou ao mandato em 7 de março de 2024 para assumir uma vaga de conselheiro no Tribunal de Contas dos Municípios do Estado da Bahia, sendo substituído pela suplente da FE Brasil, Neusa Cadore (PT).                                                                             |
| Pablo Roberto | PSDB Fed.PSDB Cidadania | 55.585 | Paulo Câmara (PSDB)    | Renunciou ao mandato em 26 de dezembro de 2024 para assumir o cargo de vice-prefeito de Feira de Santana, no qual foi eleito no pleito do referido ano, na chapa de José Ronaldo de Carvalho (UNIÃO), sendo substituído pelo 1.º suplente da Fed.PSDB Cidadania, Paulo Câmara (PSDB). |
| Eures Ribeiro | PSD                     | 81.508 | Jusmari Oliveira (PSD) | Renunciou ao mandato em 27 de dezembro de 2024 para assumir o cargo de prefeito de Bom Jesus da Lapa, no qual foi eleito no pleito do referido ano, sendo substituído pela suplente do PSD, Jusmari Oliveira.                                                                         |